# Sur les cendres des ronces
Sur les cendres des ronces est un roman de Didier Cornaille publié en 2012.

## Résumé
En 1968 Marie a monté l'auberge de l'Huis dans sa ferme dans le Morvan et l'a léguée à son petit fils François, de père inconnu. Sa mère Bernadette et sa tante Anne l'aident. Jouant de la vielle, il s'insert dans un groupe de musique. Anne meurt, suivie de Marie. Le notaire informe François que les bâtiments qu'il occupe reviennent à la veuve d'un certain Vincent et il devient locataire. François vend le fonds de son auberge, part à Québec, devient cuisinier d'un restaurant, puis l'achète. Il revient 15 ans après, partager les derniers jours de sa mère. L'Huis est fermée. Il apprend que son père était le fameux Vincent. Il repart. Gisèle, ex fiancée, lui écrit être à Dijon, divorcée, avec un fils. Ils correspondent et il prend ledit fils, Sébastien, en stage pour son école d'hotellerie. Puis il revient complètement, réaménage l'Huis et fabrique des vielles. La 1e est pour Sébastien. Gisèle lui dit que c'est son fils et il le dit à Sébastien. Il rachète l'Huis pour Sébastien : sur les cendres...